# مفضل بن علي الشافعي
مِفْضَل بن علي الشَافعي هو عالم مسلم ومحدث من القرن السابع الهجري، توفي في شوال عام 643 هـ، وقيل 3 شوال. قال الذهبي: «وَكَانَ عَالِماً صَالِحاً صَيِّناً مُتَحِرِّياً، صَاحِبَ سُنَّةٍ وَمَعْرِفَةٍ».

## روايته للحديث النبوي
- سمِعَ مِن: مُحَمَّدِ بنِ مُحَمَّدِ بنِ الجُنَيْدِ بأصبهان، وَمِنَ المؤيد الطوسي وَعِدَّةٍ بِنيسابور، وَعَبْدِ المُعِزِّ بنِ مُحَمَّدٍ بِهَرَاةَ، وَأَبِي اليُمْنِ الكِنْدِيِّ بِدمشق. وَأَجَازَ لَهُ أبو طاهر السلفي أَيْضًا
- رَوَى عَنْهُ: الشَّيْخُ تَاجُ الدِّيْنِ الفَزَارِيّ، وَأَخُوْهُ، والفخر بن عساكر، وَمُحَمَّدُ بْنُ خَطِيْب بَيْتِ الأبَّارِ، وَبِالحُضُوْرِ العِمَادُ بْن البَالِسِيّ.[2]